# Zalužje (gmina Nevesinje)
Zalužje (cyr. Залужје) – wieś w Bośni i Hercegowinie, w Republice Serbskiej, w gminie Nevesinje. W 2013 roku liczyła 222 mieszkańców.